# Diecezja (starożytność)
Diecezja (łac. dioecēsis, od gr. διοίκησις, „administracja”) – jedna z jednostek podziału administracyjnego późnego Cesarstwa Rzymskiego, począwszy od okresu tetrarchii. Stanowiła pośredni poziom podziału państwa, zawierała kilka prowincji, sama będąc częścią prefektury.

## Historia

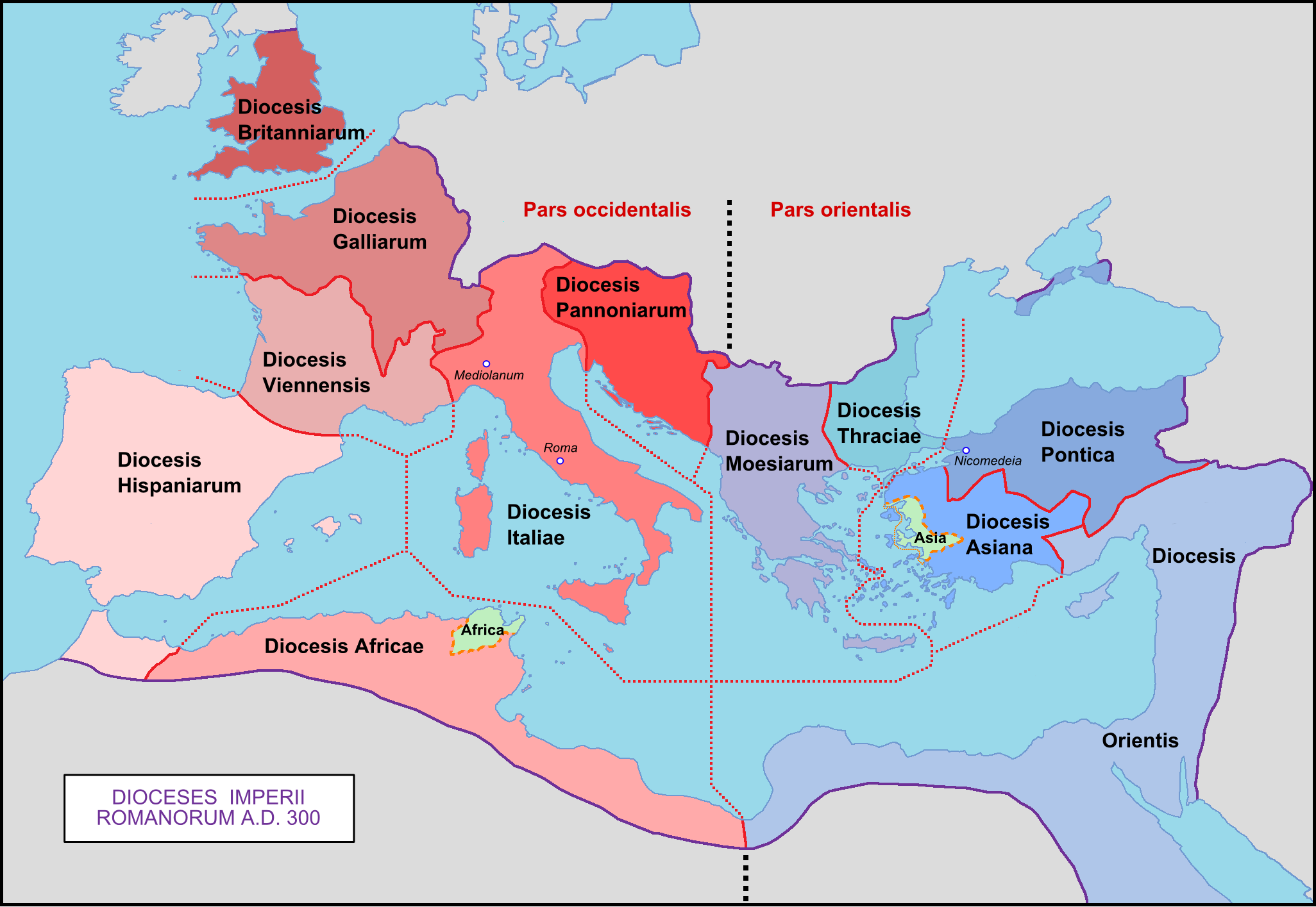
Diecezje rzymskie w roku 300 n.e.

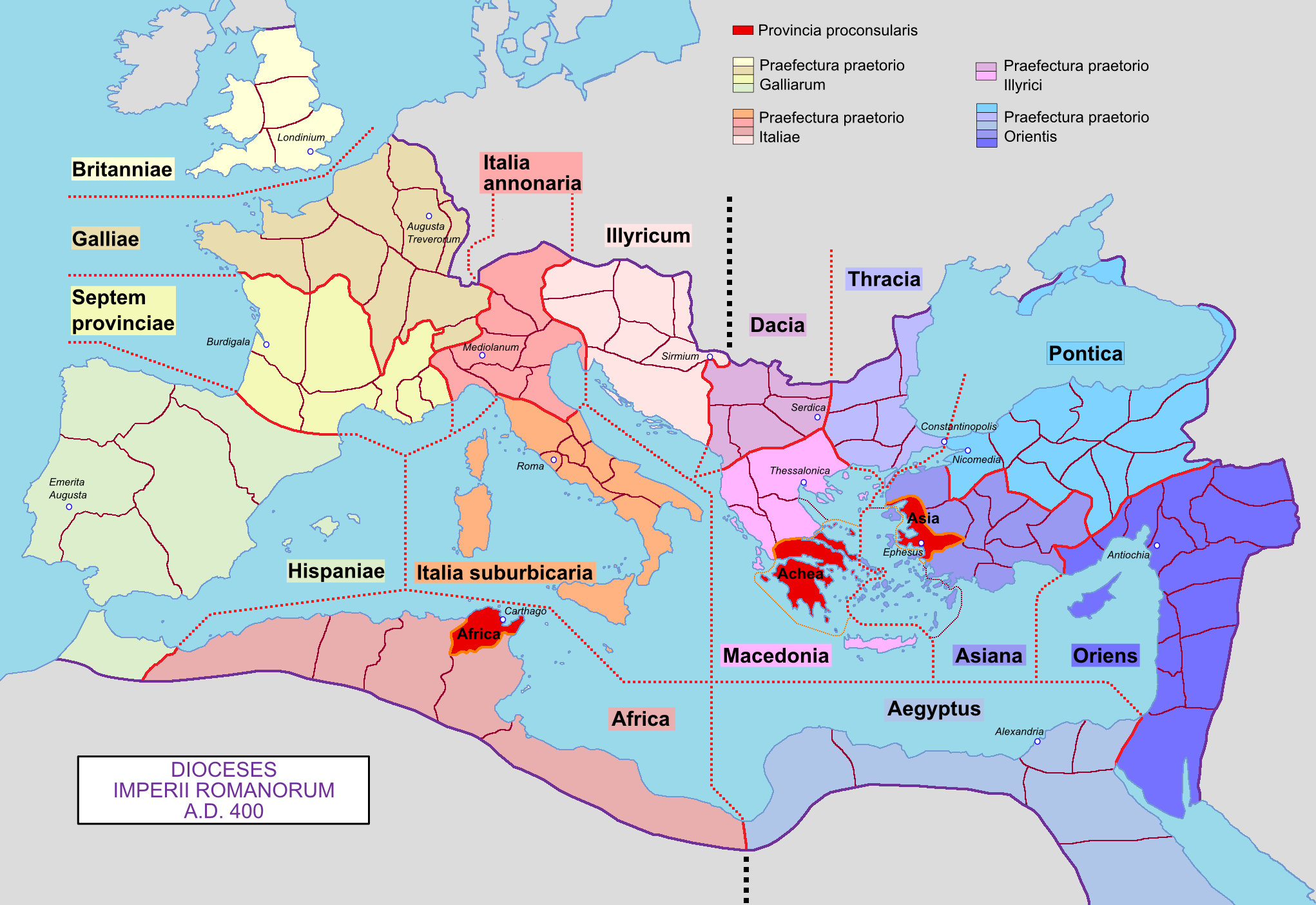
Prefektury, diecezje i prowincje rzymskie w roku 400 n.e.

### Diecezje cywilne
Reorganizacja Imperium Rzymskiego nazywana „Tetrarchią” została rozpoczęta przez cesarza Dioklecjana w latach 90. III wieku. Podzielił istniejące prowincje na mniejsze, spójniejsze i łatwiejsze w kontroli prowincje, oraz rozbudowano w nich biurokrację. Prowincje pogrupowano w 12 diecezji, każdą zarządzaną przez urzędnika nazywanego vicarius (wikariusz). Te stanowiły części większych jednostek – prefektur, zarządzanych przez potężnych urzędników zwanych prefektami pretoriańskimi. W systemie tetrarchii, każdy z dwóch starszych cesarzy (Augustów) miał prefekta pretoriańskiego. Największa diecezja, Wschód, zawierała 16 prowincji, a najmniejsza, Brytania, tylko 4.
Po ustanowieniu terytorialnych prefektur pretoriańskich przez Konstantyna ok. 326-8, diecezje funkcjonowały poziom pośredni między prowincjami a prefekturami, aczkolwiek hierarchia nie była „sztywna”: zarządcy prowincji mogli odnosić się bezpośrednio do prefekta lub cesarza, i vice versa. Na Zachodzie, diecezje rozwiązano gdy osłabła zwierzchność Rzymu, ale na Wschodzie przetrwały dłużej. Po stwierdzeniu, że są nieefektywne, cesarz Justynian I rozwiązał większość diecezji w reformie administracji w latach 30. VI wieku, zwiększając przy tym autorytet zarządców prowincji. Te działania zostały rozszerzone na odzyskane tereny Italii i Afryki, gdzie Justynian wolał ustanowić prefektów pretoriańskich bezpośrednio nadzorujących prowincje.

### Wprowadzenie terminu do użytku religijnego
Między IV a VI stuleciem, gdy stara struktura administracyjna zaczęła się kruszyć, rola biskupów na ziemiach zachodnich Imperium pozwoliła tym ziemiom i ich mieszkańcom utrzymać pozór cywilizacji, podczas gdy autorytet Rzymu ginął. Senatorska arystokracja, zwłaszcza w prowincjach, dalej służyła w wielu miejscach jako lokalne autorytety uzupełniając autorytet Kościoła. Pod koniec starożytności, polityczna siła często bywała przejmowana przez regionalnego biskupa. To przeniesienie autorytetu z urzędników świeckich na kościelnych przywódców było naturalne, z powodu bliskiej integracji świeckiego i religijnego przewodnictwa w Imperium, terytoria administracji kościelnej zawsze pokrywały się z odpowiadającymi obszarami administracji cywilnej.
Gdy katolicyzm i prawosławie zaczęły definiować swoją strukturę hierarchiczną, wzorowali się na starej rzymskiej terminologii i metodach opisywania jednostek administracyjnych i hierarchii, co często powodowało całkowite zniknięcie podziału między władzą świecką i religijną. W Cesarstwie wschodniorzymskim, stało się to zasadą: patrz Cezaropapizm.
Tysiąc lat później ten proces został w pewien sposób powtórzony, kiedy Imperium Osmańskie zajęło Cesarstwo bizantyńskie i wschodni biskupi przyjęli role polityczne, gdy rzymska struktura państwowa została zniesiona. W czasach współczesnych, wiele ze starożytnych diecezji, pomimo dalszych podziałów, zachowało granice dawno już nieistniejących podziałów z czasów rzymskich.